# 深山露珠草
深山露珠草（学名：Circaea alpina ssp. caulescens）为柳叶菜科露珠草属下的一个亚种。